# György-Rózsa Sándor
György-Rózsa Sándor (Gyergyószentmiklós, 1981. február 27. –) magyar színész, énekes.

## Életpályája
Gyergyóremetén végezte az általános iskolát, a Fráter György Általános Iskolába, ahol 5. osztályos korától 8. osztályig énekelt az iskola kórusában. Középiskolai tanulmányait Gyulafehérvárott a Gróf Majláth Gusztáv Károly Római Katolikus Teológiai Líceumban végezte zene-humán tagozaton, ahol 1999-ben érettségizett. Ez alatt a négy év alatt tagja volt az iskola kórusának is, amellyel számos országos és nemzetközi fellépésen vett részt. Itt szerzett kántori oklevelet, valamint hitoktatói oklevelet is.
Érettségi után Budapesten tanult tovább. Először a Dévai-Nagy Kamilla által alapított Krónikásének Zeneiskolába járt, ahol gitár, zene szakon végzett 2002-ben.
2000-ben szerepelt először színpadon a Betlehem csillaga című rockoperában.
2001-ben felvételt nyert a Budapesti Operettszínház Színi tanodájába (Budapesti Operettszínház Pesti Broadway Stúdió), ahol 2003-ban végzett. Az iskola elvégzése után segédszínészi (színész II.) képesítéssel a Budapesti Operettszínházhoz szerződött. Majd a Menyasszonytánc című előadásban Bárány András szerepéért a Színészkamarától megkapta a gyakorlati részre a színművész (színész I.) minősítést. Ezt követően a Pesti Magyar Színiakadémián az elméleti részből tett sikeres vizsgát. 2014-ig a Budapesti Operettszínház tagja.
2014 óta szabadúszó.
A színházi munkái mellett szinkronizál.
2014-ben közreműködött a Republic együttessel (ének-vokál). 2022-2025 között a Színház- és Filmművészeti Egyetem drámainstruktor szakos hallgatója.

## Színház

### Budapesti Operettszínház
- A kék madár (Darvas Benedek-Ádám Rita-Závada Péter-Maurice Maeterlinck) – Felnőtt Tyltyl, Tyl – (2018. 12. 05. –
- Az Orfeum mágusa (Orbán János Dénes-Pejtsik Péter) – Albrecht – Somossy haragosa – (2023. 11. 17. –
- Apáca Show (Bill Steinkeller-Cheri Steinkeller-Glenn Slater-Alen Menken-Galambos Attila-Szente Vajk) – Pablo, bandatag – (2018. 08. 10. –
- Carmen (Frank Wildhorn-Jack Murphy-Norman Allen-Kim Scharnberg-Koen Schoots-Orbán János Dénes) – Garcia, késdobáló – (2024. 04. 19. –
- Csárdáskirálynő (Kálmán Imre-Béla Jenbach-Leo Stein) – Schulteis Arnold – (2008. 09. 19. – 2014. 02.)
- Egy éj Velencében – avagy a Golyók háborúja (ifj. Johan Strauss-Fridrich Zell.Ricard Genée) – Enrico, Delacqua unokaöccse – (2011. 03. 25.)
- Egy rózsaszál szebben beszél… – Kacsóh Pongrác emlékére  – (2023. 12. 25. –
- Elisabeth (Lévay Szilveszter-Michael Kunze) Kórus/Ensemble (2001. 01. 25.)
- Elisabeth (Lévay Szilveszter-Michael Kunze) – Andrássy Gyula Gróf – (2007)
- Ghost (Dave Stewart-Glen Ballard-Bruce Joel Rubin) – Willie Lopez – (2013. 06. 01 – 2014. 06. 26.)
- Hair (Gerome Ragni-James Rado-Galt MacDermot-Szurdi András-Miklós Tibor-Bagó Bertalan – Hud (Lafayette) – Szegedi Szabadtéri Játékok (2010. 08. 13.)
- Hamupipőke (Orbán János Dénes-Pejtsik Péter) – A Herceg – (2024. 11. 15. –
- Hegedűs a háztetőn (Joseph Stein-Jerry Bock-Sheldon Harnick-Orbán János Dénes) – Csendbiztos  – (2021. 05. 28. -
- István, a király (Szörényi Levente–Bródy János–Székely Kriszta) – Torda (2018. 09. 21.–
- János vitéz (Kacsóh Pongrác–Bakonyi Károly) – János vitéz (2019. 11. 23.–
- Jekyll és Hyde (Frank Wildhorn–Leslie Bricusse–Valla Attila) – Pók (2022. 04. 01.–
- Kabaré (John Kander-Fred Ebb-Alföldi Róbert) – Kórus/Ensemble (2003)
- Kálmán Imre gála – "Együtt a szoborért..." – énekes – (2007. 10. 19.)
- La Mancha lovagja (Mitch Leigh-Joe Darion-Dale Wasserman) – Atya – (2020. 09. 11. –
- Luxemburg grófja (Lehár Ferenc-Somogyi Szilárd) – René – (2017. 11. 05. –
- Mária főhadnagy (Huszka Jenő) – Herbert von Waldhausen – (2005)
- Mária főhadnagy (Huszka Jenő – Szilágyi László) – Jancsó Bálint – (2023. 03. 10. –
- Menyasszonytánc (Jávori Ferenc 'Fegya'-Kállai István-Böhm György-Miklós Tibor) – András – (2006. 03. 17 – 2014.)
- Menyasszonytánc (Jávori Ferenc 'Fegya'-Kállai István-Böhm György-Miklós Tibor) – András – (2019. 05. 18. – )
- Miss Saigon (Claude-Michael Schönberg-Richard Maltby Jr.-Alain Boublil-Miklós Tibor) – John – (2011. 10. 31. – 2014.)
- Monte Cristo grófja (Szomor György-Pozsgai Zsolt) – Fernand, később Morcert grófja – (2023. 05. 19. –
- Mozart (Lévay Szilveszter-Michael Kunze) – Arco szolgája – (2004)
- Nine-kilenc (Arthur Kopit-Maury Yeston-Szomor György) – Fürdő tulajdonos  – (2021. 09. 24. -
- Operett Gála a Magyar Operett napján – énekes – (2010. 10. 20.)
- Rivieria girl (Kálmán Imre-Guy Bolton-PG Wodehouse-Závada Péter – Victor, egy titokzatos kaszinóvendég – (2017. 04. 20.-
- Rozsda lovag és Fránya Frida (Jörg Hilbert-Felix Janosa-Tassonyi Zsolt) – 1. Rabló – (2021. 12. 10. -
- Rómeó és Júlia (Gerard Presgurvic-Galambos Attila) – Rómeó – (2004. 01. 23.)
- Rómeó és Júlia (Gerard Presgurvic-Galambos Attila) – Escalus, Verona hercege – (2010 – 2014)
- Rudolf (Frank Wildhorn-Jack Murphy) – Andrássy Gyula Gróf – (2006. 03. 26.)
- Szentivánéji álom (Szakcsi Lakatos Béla-Müller Péter Sziámi) – Gyalu – (2008. 10. 16.)
- Szépség és a Szörnyeteg (Alan Menken-Howard Ashman-Tim Rice-Linda Woolverton) – D’Arque elmegyógyász – (2005. 03. 18.)

### Budapesti Operettszínház– vidéki, egyéb szereplések
- Apáca Show (Bill Steinkeller-Cheri Steinkeller-Glenn Slater-Alen Menken-Galambos Attila-Szente Vajk) – Pablo, bandatag – Szeged, Szabadtéri Játékok (2018. 08. 10. – 2018. 08. 23.)
- Apáca Show (Bill Steinkeller-Cheri Steinkeller-Glenn Slater-Alen Menken-Galambos Attila-Szente Vajk) – Pablo, bandatag – Baja, Petőfi-sziget (2019. 08. 23. – 2019. 08. 27.)
- Egy Szenvedélyes Szentivánéj! (Szakcsi Lakatos Béla-Müller Péter Sziámi-Kerényi Miklós Gábor) – ének – Városligeti Vajdahunyad vár udvara (2008. 06. 24.)
- Elisabeth (Lévay Szilveszter-Michael Kunze) – Andrássy Gyula Gróf – Szegedi Szabadtéri Játékok (2009. 08. 15.)
- Mária Főhadnagy (Huszka Jenő) – Herbert von Waldhausen – [Szigligeti Színház (Szolnok)|[Szigligeti Színház]] (2006. 10. 07.)
- Rudolf (Frank Wildhorn-Jack Murphy) – Andrássy Gyula Gróf – Szegedi Szabadtéri Játékok (2006. 07. 28.)
- Rudolf (Frank Wildhorn-Jack Murphy) – Andrássy Gyula Gróf – Szegedi Szabadtéri Játékok (2007. 08. 09.)
- Szentivánéji álom (Szakcsi Lakatos Béla-Müller Péter Sziámi) – Gyalu – Szegedi Szabadtéri Játékok (2008. 07. 25.)

### Győri Nemzeti Színház
- Mária Evangéliuma (Tolcsvay László-Müller Péter-R.Nagy Viktor) – Jézus – (2011. 01. 29.)
- Rent – (Jonathan Larson-Miklós Tibor) – Roger Davis – (2010. 12. 19.)

### Pesti Magyar Színház
- Benyovszky, a szabadság szerelmese (Nagy Tibor-Pozsgai Zsolt-Bradányi Iván) – Benyovszky – (2021. 10. 29.)

### Kaposvári Csiky Gergely Színház
- A két Lotti (Erich Kästner–Béres Attila–Novák János) – Apa – (2016. 09. 15. –
- Cabaret (Joe Masteroff–Joe Kander)–Fred Ebb–Baráthy György – Max – (2017. 12. 15. –
- Erzsébet (Huszka Jenő–Szilágyi László) – Andrássy gróf – (2010. 10. 01.)
- Figaro házassága (Pierre-Augustin Caron de Beaumarchais-Zakariás Zalán) – Bazilio – (2016. 04. 15. –
- Jézus Krisztus Szupersztár (Andrew Lloyd Webber-Tim Rice-Miklós Tibor-Bozsik Yvette) – Jézus – (2015. 11. 13. – 2016. 06. 16.)
- Kőműves Kelemen ˙(Szörényi Levente-Bródy János-Sarkady Imre-Ivánka Csaba-Bozsik Yvette) – Kelemen – (2016. 11. 04. – )
- Luxemburg grófja (Lehár Ferenc-Somogyi Szilárd – René – (2016. 01. 16. – 2016. 05. 20.)
- West Side Story (Arthur Laurents-Leonard Bernstein-Stephen Sondhem-Matuz János-Eörsi István) – Bernardo – (2009. 12. 11.)

### RaM Colosseum
- Cinderella (Pozsgai Zsolt-Román Sándor – Albert Herceg – (2017. 09. 29. –
- Makrancos Kata (Meskó Zsolt-Czomba Imre) – Lucentio (Cambio) (2013. 10. 19.) –
- Toldi zenés költemény (Arany János-Román Sándor-Meskó Zsolt-Szarka Gyula) – Toldi Miklós – (2012. 03. 23. – 2014. 05. 28.)

### Szigligeti Színház
- Sztárcsinálók – (Várkonyi Mátyás-Miklós Tibor-Nagy Viktor) – Kipriosz/(ál)Jézus –(2015. 01. 29. – 2015. 04. 10.)

### Veszprémi Pannon Várszínház
- Egy darabot a szívemből (Máté Péter-S. Nagy István-Malek Miklós-Gém György-Vándorfi László) – Tomi – (2015. 08. 11. –
- Toldi zenés költemény (Arany János-Vándorfi László-Szarka Gyula) – Toldi Miklós – (2014. 06. 27. –
- Mária Evangéliuma (Tolcsvay László-Müller Péter-Müller Péter Sziámi) – Jézus – (2016. 07. 08. –

### Egyéb színházi szerepek
- 15 éves ünnepi gála – Komáromi Lovas Színház (2019. 04. 25.)
- A Hét Vezér (Ősbemutató) (Derzsi György-Márkos Attila-Barcsik Valéria) – Tétény – Komáromi Lovas Színház (2015. 08. 21.)
- Betlehem csillaga (Ősbemutató) (Illés Lajos) – Pásztor/Római katona – Erkel Színház (2000.)
- Bőröndmese – Gergely Theáter (2011. 12.)
- Csipkerózsika (Malek Miklós-Bokor Fekete Krisztina-Gergely Róbert) – Herceg – Budaörsi Latinovits Színház (2010. 06. 27.)
- Én és a kisöcsém (Eisemann Mihály–Szilágyi László–Koltai Róbert – Andersen – Körúti Színház (2015. 10. 16. –
- Hazámnak nevezlek (Derzsi György–Márkos Attila – Toldi, István, Tétény – Komáromi Lovas Színház (2016. 08. 19-20.)
- István, a király (Szörényi Levente-Bródy János) – István – Sziget Színház (2007. 12. 22.)
- JK 33 Passió  (Meskó Zsolt) – Jézus – Pasaréti Ferences Templom (2019. 04. 04-05.)
- Mária evangéliuma (Tolcsvay László-Müller Péter-Müller Péter Sziámi) (LantArt Produkció) (jubileumi díszbemutató) – Jézus – Győri Nemzeti Színház (2022. 04. 16.)
- Mária evangéliuma (Tolcsvay László-Müller Péter-Müller Péter Sziámi) (LantArt Produkció) (jubileumi díszbemutató) – Jézus – Margitszigeti Szabadtéri Színpad (2024. 05. 19.)
- Pasaréti Passió (Ősbemutató) (Meskó Zsolt) – Jézus – Pasaréti Ferences Templom (2018. 03. 10.)
- Piszkos Fred, a kapitány (Rejtő Jenő-Vajda Katalin-Lázár Zsigmond-Baráthy György-Sas Tamás) – Herceg – Városmajori Szabadtéri Színpad (2014. 06. 06. – )
- Sztárcsinálók – (Várkonyi Mátyás-Miklós Tibor-Nagy Viktor) – Kipriosz/(ál)Jézus – Jászai Mari Színház (2017. 06. 16.)
- Toldi – (Arany János-Szarka Gyula-Sipos Imre) – Toldi – Bartók Kamaraszínház (2018. 03. 23.)
- Titanic – (Peter Stone-Maury Yeston-Galambos Attila-Somogyi Szilárd) – Thomas Andrews, a Titanic tervezője – Szegedi Szabadtéri Játékok (2019. 08. 09. – 2019. 08. 20.)
- Vörös Rébék – (Arany János-Pesty-Nagy Kati-Derzsi György-Sándor Dávid) – Kasznár – Nagyszalonta (2018. 06. 24.)

## Filmek, szinkronok

### Filmek
- Kálmán Imre:Csárdáskirálynő (2009)
- Komáromi Magyar Lovas Színház:Hét vezér (2015)
- Wass Albert: Világ remetéje kisjátékfilm

### Szinkronok
- Albatrosz (Albatros) (további magyar hang)
- Alvó kutya - 1. rész: Megdöbbenés (Schlafende Hunde: Aufgeschreckt) – Johannes Scharper – Lukas Turtur
- Anna (Anna) (további magyar hang)
- Arany (Gold) (további magyar hang)
- A galaxis őrzői (Guardians of the Galaxy) (további magyar hang)
- A halál művészete 3. (Long khong 2) (további magyar hang)
- A három testőr: Milady (Les Trois Mousquetaires: Milady) – Villeneuve –  Alexis Michalik
- A Lármás család – A film (The Loud House Movie) (további magyar hang)
- A shaolin templom szent köntöse (Mu mien jia sha) (további magyar hang)
- A Silla királyság ékköve (Queen Seondeok) (további magyar hang)
- A tánc szenvedélye (El cantante) (további magyar hang)
- A védelmező 3. (The Equalizer 3) – Angelo  – Daniele Perrone
- Az elveszett csillag (Nocturna) (további magyar hang)
- Az emlékek útján (The Heartbreak Tour) – Jason – Hamish Michael
- Az Igazság Ligája (Justice League) (további magyar hang)
- Az Igazság Ligája (Justice League) – Megkínzott atlantiszi katona  – Wil Coban
- Babylon (Babylon) (további magyar hang)
- Batman Kétarc ellen (Batman vs. Two-Face) (további magyar hang)
- Boba Fett könyve - I/2. rész: 2. fejezet: A Tatuin törzsei (The Book of Boba Fett: Chapter 2: The Tribes of Tatooine) (további magyar hang)
- Bosszúszomj (A Crime) (további magyar hang)
- Cowboy Bebop – Csillagközi fejvadászok 2. rész: Vénusz pop (Venus Pop) (további magyar hang)
- Encanto (Encanto) – Mariano – Maluma
- Engedetlen hősök (SAS: Rogue Heroes) – Dr. Gamal – Amir El-Masry
- Éjjeli ügynök - I/1. rész: A hívás (The Call) – Kurt – Chris Webb
- Fék nélkül (Premium Rush) (további magyar hang)
- Floridai álom (The Florida Project) (további magyar hang)
- Gaspar 24 órája (24 Jam Bersama Gaspar) (további magyar hang)
- Greenland – Az utolsó menedék (Greenland) (további magyar hang)
- Gyilkos paradoxon - 1. rész (Sarinja-ng-Nangam: Episode #1.1) (további magyar hang)
- Horton (Horton Hears a Who!) – Morton – Seth Rogen
- Indiana Jones 5.: Indiana Jones és a sors tárcsája (Indiana Jones and the Dial of Destiny) –  Larry – Chase Brown
- Jackpot (Jackpot) (további magyar hang)
- John Wick: 3. felvonás – Parabellum (John Wick: Chapter 3 – Parabellum) (további magyar hang)
- Jó üzlet a háború (War, Inc.) (további magyar hang)
- Kék Bogár (Blue Beetle) (további magyar hang)
- Két világ között ((The In Between)) – Julian – Jeffrey Vincent Parise
- Külvárosi utak ((Banlieusards)) – Sahli – Ahmed Bedda
- Lola specialitása ((Pan de limón con semillas de amapola) (további magyar hang)
- Maga a pokol ((Land of Bad) (további magyar hang)
- Magányos szívek menedéke ((Lonely Planet) (további magyar hang)
- M3gan ((M3gan) (további magyar hang)
- Ne hagyj el! ((A que no me dejas)) – Félix – Jorge Gallegos
- Nyerd meg az életed – 2. rész: Pokol (Ji-ok) (további magyar hang)
- Nyerd meg az életed – 4. rész: Ne tágíts a csapat mellől (Jjollyeodo pyeonmeokgi) (további magyar hang)
- Ong Bak 2. – A bosszú (Ong-bak 2) (további magyar hang)
- Ó, Jeruzsálem! (O Jerusalem) (további magyar hang)
- Pokoli mobil (Hellphone) – Merco Tse Toung – Patrick Vo
- Polgárháború (Civil War) (további magyar hang)
- Rendes fickók (The Nice Guys) (további magyar hang)
- Rohammentő (Ambulance) (további magyar hang)
- Scrooge: Karácsonyi ének (Scrooge: A Christmas Caro) – Harry Huffman hangja  – Harry Huffman
- Senki (Nobody) – Charlie Williams  – Billy MacLellan
- Star Wars: Ahsoka - I/1.rész: Mester és tanítványa ((Ahsoka: Part One: Master and Apprentice) (további magyar hang)
- Star Wars: Jedihistóriák (Star Wars: Tales of the Jedi) – Nak-il – Sunil Malhotra
- Star Wars: Látomások (Star Wars: Visions) – Toguro – Ryota Takeuchi (japán), Kyle McCarley (angol)
- Úriemberek (The Gentlemen) (további magyar hang)
- Vissza hozzád (The Best of Me) (további magyar hang)
- Zero Dark Thirty – A Bin Láden hajsza (Zero Dark Thirty) (további magyar hang)
- 1917 (1917) (további magyar hang)

## CD, DVD, hangoskönyv
- Betlehem csillaga – Illés Lajos rockopera – 2000
- West Side Story – koncertfelvétel részletek – Budapesti Tavaszi Fesztivál – 2008
- Rozsda Lovag – hangoskönyv – 2010
- Rozsada Lovag és Fránya Frida – hangoskönyv – 2011
- Toldi – zenés költemény (Arany János – Szarka Gyula) – 2012

## Egyéb
- István, a király – turné – Amerika 2001. szeptember
- Republic (ének-vokál) – 2014